# Suzanne Cory
Suzanne Cory (* 11. března 1942 Melbourne) je australská molekulární bioložka, jedna z předních osobností výzkumu rakoviny. Je profesorka na University of Melbourne a ředitelka Walter and Eliza Hall Institute of Medical Research v Parkville ve Victorii (od 1996).
Je držitelkou vysokých vědeckých i společenských vyznamenání (mimo jiné L'Oréal-UNESCO Awards for Women in Science z roku 2001 a Royal Medal z roku 2002), jakož i členkou nejprestižnějších světových učených společností: Papežské akademie věd (nominována v roce 2004), Národní akademie věd Spojených států a Francouzské akademie věd.